# أنور عبد الله
أنور عبد الله (12 ديسمبر 1919 - 10 يوليو 2008) هو كاتب سيناريو مصري.

## حياته ونشأته
من مواليد 12 ديسمبر 1919 وينتمي إلى جيل المؤسسين للكتابة الكوميدية المسرحية وأيضا كتابة الأغاني العاطفية والذين عملوا بنشاط كبير في مرحلتي الخمسينيات والستينيات قدم وكتب قصص لأفلام مصرية كثيرة ومنهم عام 1988 فيلم حالة تلبس من تمثيل ابنته سماح أنور وزوجته سعاد حسين (ممثلة مصرية) ونعيمة الصغير وجميل راتب ومن إخراج هنري بركات وقدم للمسرح العربي وأيضاً المصري العشرات من الأعمال أيضاً كتب الفنان أنور عبد الله العديد من المسلسلات الإذاعية ومنهم إسماعيل يس دكتور عام 1964 ومن أعماله الغنائية وتغنى بكلماته مشاهير النجوم حيث غنى عبد الحليم حافظ الله يا بلادنا الله من موسيقى محمد عبد الوهاب وتغنى موسيقار الأزمان فريد الأطرش بكلمات شاعرنا أنور عبد الله أنا وأنت لوحدنا حسدونا في حبنا في فيلم عهد الهوى وغناها فريد الأطرش في زفاف الملك حسين والملكة دينا – إيه فايدة قلبي في أحداث فيلم إزاي أنساك وتغنت المطربة نجاة الصغيرة من نظم شاعرنا أنور عبد الله آه باحبه ومن موسيقى محمد عبد الوهاب عام 1958 وقدم للساحات الفنية الكثير والكثير ورحل عن عالمنا في 10 يوليو 2008 بعد إسبوع من وفاة زوجته الفنانة سعاد حسين.

## أعماله المسرحية والتلفزيونية
- مسلسل بيت من قطعتين
- مسلسل الحساب
- فوازير إحنا فين
- مسلسل المحاكمة
- مسرحية زواج البنات
- فيلم حالة تلبس
- فيلم شيطان من عسل
- مسرحية إعقل يا مجنون
- مسرحية منور يا باشا
- فوازير صورة و 30 فزورة
- فيلم الولد الغبي
- فيلم الحلوة والغبي
- فيلم فيفا زلاطا
- مسرحية 30 يوم حب
- فيلم عودة أخطر رجل في العالم
- مسرحية مطلوب زوج حالا
- فيلم نشال رغم أنفه
- فيلم سكرتير ماما
- فيلم أشجع رجل في العالم
- فيلم أخطر رجل في العالم
- المسلسل الإذاعي إسماعيل يس دكتور
- مسرحية الانفجار الجميل
- مسرحية زوج على نار هادئة
- المسلسل الإذاعي ضبع الليل
- مسرحية الزنقة
- مسرحية قانون الحب
- مسلسل العقاب
- مسلسل الورطة اللذيذة
- سهرة تلفزيونية الدنيا صغيرة جدا
- مسلسل الصيد في الهواء
- فوازير كنز الكنوز
- مسلسل أذكى غبي في العالم

## أعماله الغنائية
- أنا وأنت لوحدنا فيلم عهد الهوى - للفنان فريد الأطرش
- إياك من حبي فيلم مليش غيرك - للفنان فريد الأطرش
- إيه فايدة قلبي - للفنان فريد الأطرش
- هو بس هو - للفنان فريد الأطرش
- يا مجربين الهوا- للفنانة شادية
- غني يا قلبي فيلم قصة حبي - للفنان فريد الأطرش
- ودعت حبك - للفنان فريد الأطرش
- آه بحبه ( العوازل يا ما قالوا ) - الفنانة نجاة الصغيرة
- طول عمرى يحبك -موسيقار الأجيال محمد عبد الوهاب
- الله يا بلادنا الله - للفنان عبد الحليم حافظ

## وصلات خارجية
- أنور عبد الله على موقع IMDb (الإنجليزية)
- أنور عبد الله على موقع قاعدة بيانات الأفلام العربية
- أنور عبد الله على موقع قاعدة بيانات الفيلم (الإنجليزية)